# Lễ cưới truyền thống Ba Lan
Ngày nay, dưới sự tác động của toàn cầu hóa và đa văn hóa, lễ cưới của người Ba Lan đã có ít nhiều thay đổi. Tuy vậy, những giá trị truyền thống vẫn còn đó, thể hiện một nét văn hóa đặc trưng của người Ba Lan.

## Nghi lễ thành hôn tại nhà thờ
Lễ thành hôn của người Ba Lan thường được tổ chức tại nhà thờ dưới sự chứng kiến của gia đình và bạn bè. Trong lễ cưới truyền thống, cô dâu mặc váy trắng đội chùm hoa trên đầu còn chú rể sẽ mặc trang phục có trang trí hoa phù hợp với bó hoa cô dâu của mình.

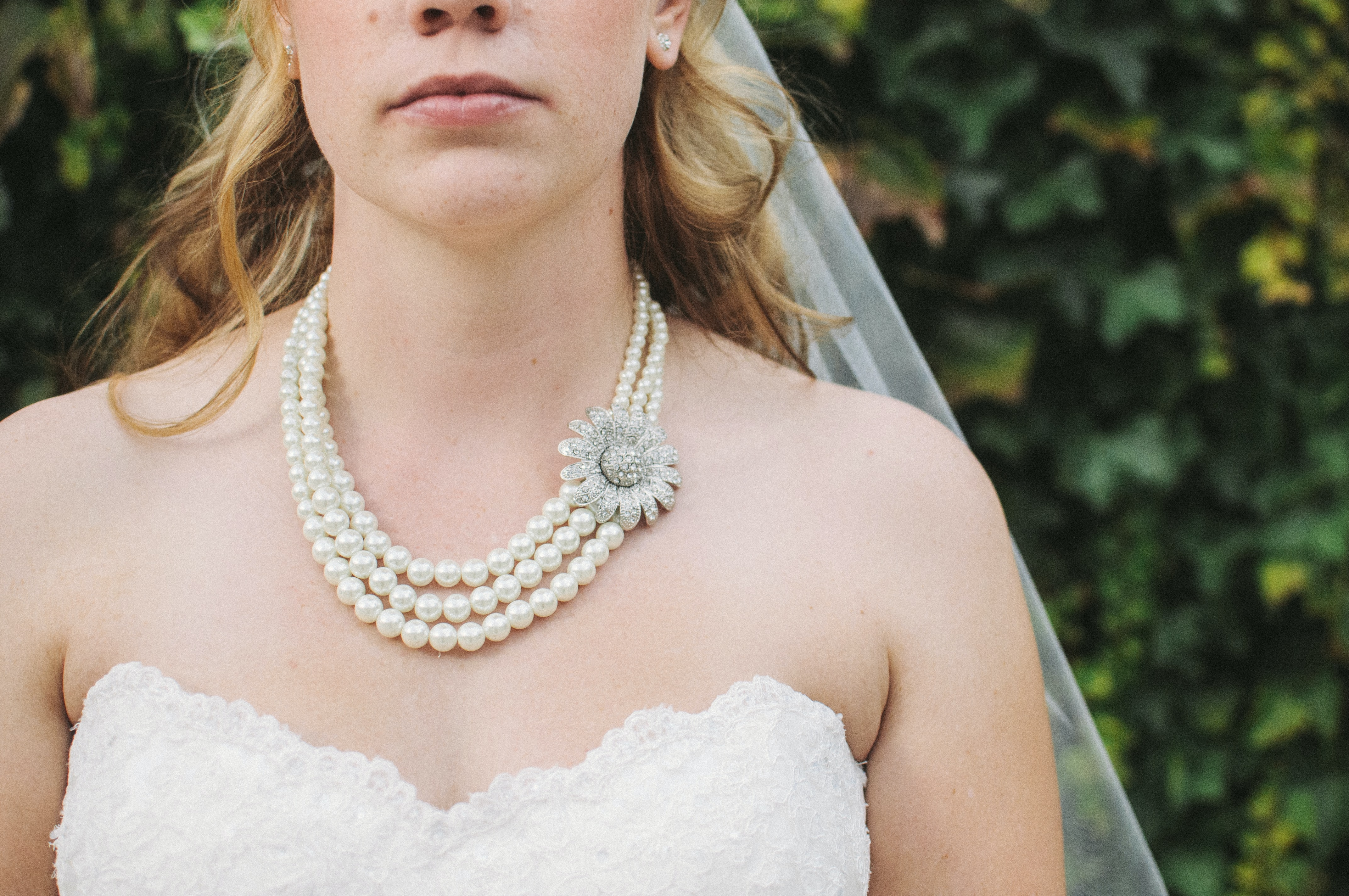
Cô dâu kiêng đeo vòng ngọc trai trong đám cưới truyền thống Ba Lan

Ngoài ra, người Ba Lan cũng có những tín ngưỡng tâm linh trong đám cưới truyền thống, có thể kể đến như: cô dâu phải đi giày kín mũi để vận may không thoát ra ngoài, hay cô dâu kiêng không được đeo vòng ngọc trai để tránh điều không may. Theo phong tục, người Ba Lan cũng chọn "ngày lành tháng tốt" để làm đám cưới. Những tháng được chọn để làm đám cưới phải có chữ R trong tiếng Ba Lan, ví dụ: tháng ba (marzec), tháng sáu (czerwiec), tháng tám (sierpień), tháng chín (wrzesień), October (październik) hoặc tháng 12 (grudzień).
Sau khi đã cùng thề nguyện, cô dâu và chú rể sẽ rời nhà thờ để tham gia tiệc cưới. Khi này, hai bên quan khách sẽ cùng tung ngũ cốc hoặc tiền xu để chúc phúc cho đôi vợ chồng.

## Tiệc cưới

### Bánh mì và muối

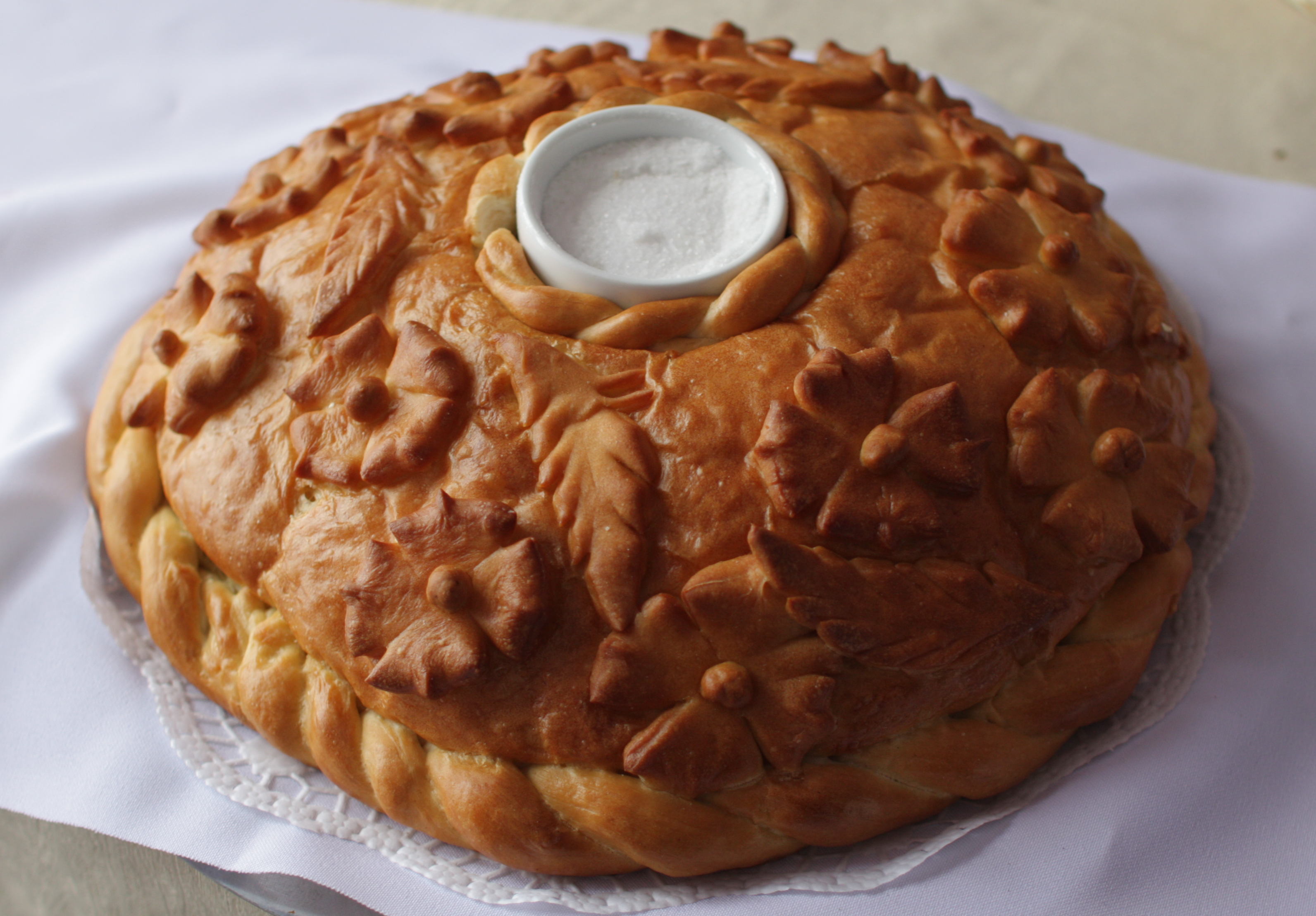
Bánh mỳ và muối, một truyền thống trong lễ cưới của người Ba Lan

Trước khi chính thức tham gia vào phần tiệc, cha mẹ cô dâu, chú rể sẽ tặng bánh mì và muối cho cặp đôi. Bánh mì tượng trưng cho sự sung túc, đầy đủ còn muối là những thử thách trong tương lai mà cặp đôi sẽ phải đương đầu. Ý nghĩa của việc tặng bánh mì và muối này như một sự chúc phúc của cha mẹ cho đôi vợ chồng trẻ, đồng thời cũng là sự nhắc nhở về việc "đồng cam cộng khổ" khi phải đối mặt với khó khăn, thử thách trong đời sống vợ chồng trong tương lai.

### Hai ly rượu
Sau khi đã nhận bánh mỳ và muối, cô dâu, chú rể sẽ được cha mẹ đưa cho hai ly, trong đó một ly là rượu vodka, ly còn lại là nước. Một trong hai người, cô dâu và chú rể, ai chọn được ly vodka, thì được dự đoán sẽ là người nắm quyền điều hành trong gia đình. Sau khi uống xong, cô dâu và chú rể sẽ cùng nhau ném ly, ly vỡ là thể hiện sự may mắn.

### Stół Wiejski
Trong tiệc cưới truyền thống của người Ba Lan, không thể nào không nhắc đến Stół Wiejski (tạm dịch: bàn tiệc đồng quê). Stół Wiejski chính xác là một "túp lều" bằng gỗ nhỏ bày biện các loại thịt, xúc xích Ba Lan, pho mát, bánh mỳ. Ngoài ra, vodka cũng là một thức uống không thể thiếu trong mỗi đám cưới truyền thống của người Ba Lan.

### Oczepiny
Oczepiny là nghi lễ diễn ra lúc nửa đêm đánh dấu thời khắc chuyển giao từ độc thân sang đã kết hôn của cô dâu. Theo truyền thống, người ta cởi bỏ mạng che mặt cô dâu và cắt một lọn tóc của cô dâu, vì mái tóc tượng trưng cho tuổi trẻ và sự tự do của người con gái, việc cắt một lọn tóc có ý nghĩa xác định tình trạng hôn nhân mới của cô gái.
Ngày nay, nghi lễ oczepiny đã được người ta thay bằng nhiều trò chơi khác nhau của cô dâu và chú rể, chứ không nhất thiết còn là những phong tục truyền thống nữa.
Sau nghi lễ oczepiny, khách mời đám cưới tiếp tục ăn mừng đến tận khuya.

### Poprawiny
Đám cưới truyền thống tại Ba Lan thường có thể kéo dài sang đến ngày thứ 2, mà người ta gọi là "Poprawiny". Trong ngày tiếp theo này, người ta tiếp tục ăn mừng lễ cưới bằng các hoạt động như khiêu vũ, ca hát và ăn uống.